# Blackjack Mulligan
Robert Deroy Windham (Sweetwater, Texas; 26 de noviembre de 1942-Tampa, Florida; 7 de abril de 2016), más conocido en el ring con nombre de Blackjack Mulligan, fue un luchador profesional y exjugador de fútbol americano. Era el padre de los luchadores Barry y Kendall Windham, y el abuelo de Bray Wyatt y Bo Dallas.

## Carrera
Cuando era joven, Windham jugó al fútbol en la Texas Western University. A continuación, pasó a jugar para los Jets de Nueva York durante la pretemporada 1966 y recibió pruebas de aptitud con los Santos de Nueva Orleans y los Broncos de Denver. Después del fútbol, a instancias de Wahoo McDaniel, Windham entrenado por Joe Blanchard en Corpus Christi, Texas y más tarde por Verne Gagne, se convirtió en un luchador profesional en la American Wrestling Association. Luego se trasladó a la World Wide Wrestling Federation y se convirtió en el rudo Blackjack Mulligan. Al principio Mulligan, empezó por ponerse pantalón de baño negro, sombrero negro, guante negro, y el uso de su iron claw, un agarre de sumisión, parecía ser una imitación del luchador de la AWA, Blackjack Lanza, gestionado por The Grand Wizard. Mulligan pasó a un mayor éxito en el Noreste. Él recibió un push y paso a luchar contra Pedro Morales y Bruno Sammartino.
Mulligan regresó a la región central haciendo pareja con Lanza para formar The Blackjacks. El dúo llegó a la captura de numerosos campeonatos por equipos en diversas promociones afiliadas a la NWA, así como la WWWF World Tag Team Championship en agosto de 1975.
Blackjack volvió luchar solo en Jim Crockett Promotions, donde logró obtener el NWA United States Heavyweight Championship y la versión del Mid-Atlantic de la NWA World Tag Team Championship con Ric Flair.
Mulligan a menudo luchó con André the Giant, teniendo feudos en muchas regiones diferentes en los años 80. Cuando trajeron su feudo a la WWF en 1982, Mulligan iba a luchar en la Florida como técnico. A menudo se asoció con las estrellas de West Texas como Dusty Rhodes, Dick Murdoch, y su hijo Barry Windham.
En 1986, Mulligan luchó bajo una máscara como "Big Machine", parte de un equipo con "The Giant Machine" (André the Giant) y "Super Machine" (Bill Eadie) conocidos como The Machines. Más tarde, viajó a Dallas y compitió en la World Class Championship Wrestling, como un heel, en contra de Bruiser Brody, Chris Adams y Kevin y Lance Von Erich.
Mulligan y su compañero de Blackjacks, Jack Lanza fueron inducidos al Salón de la Fama de la WWE el 1 de abril de 2006 por su mánager, Bobby Heenan.

## Campeonatos y logros
- Championship Wrestling from Florida
  - NWA Brass Knuckles Championship (versión Florida) (1 vez)
  - NWA United States Tag Team Championship (versión Florida) (1 vez) - con Dusty Rhodes
- European Wrestling Union
  - EWU World Super Heavyweight Championship (1 vez)
- International Pro Wrestling
  - IWA World Tag Team Championship (1 vez) - con Larry Hennig
- International Wrestling Federation
  - IWF Heavyweight Championship (1 vez)
- Mid-Atlantic Championship Wrestling
  - NWA United States Heavyweight Championship (versión Mid-Atlantic) (2 veces)
  - NWA World Tag Team Championship (versión Mid-Atlantic) (1 vez) - con Ric Flair
- NWA Big Time Wrestling
  - NWA American Heavyweight Championship (1 vez)
  - NWA American Tag Team Championship (1 vez) - con Blackjack Lanza
  - NWA Texas Heavyweight Championship (1 vez)
  - NWA Texas Tag Team Championship (1 vez) - con Blackjack Lanza
- NWA Western States Sports
  - NWA International Heavyweight Championship (versión Amarillo) (2 veces)
  - NWA Western States Tag Team Championship (1 vez) - con Dick Murdoch
- Pro Wrestling Illustrated
  - PWI Most Inspirational Wrestler of the Year (1978)[3]
  - PWI clasificado al puesto N° 159 de los 500 mejores luchadores individuales en el "PWI Years" durante el 2003.
- World Wrestling Association
  - WWA World Heavyweight Championship (1 vez)
  - WWA World Tag Team Championshi (1 vez) - con Blackjack Lanza[4]
- World Wide Wrestling Federation / World Wrestling Entertainment
  - WWE Hall of Fame (Class of 2006)
  - WWWF World Tag Team Championship (1 vez) - con Blackjack Lanza